# Frans de Haan
Franciscus Mattheus Christiaan de Haan, detto Frans (Amsterdam, 18 settembre 1938 – Wassenaar, 2 dicembre 2022), è stato un cestista olandese.

## Carriera
Con i Paesi Bassi ha disputato tre edizioni dei Campionati europei (1961, 1963, 1967).